# Duguetia macrocalyx
Duguetia macrocalyx este o specie de plante angiosperme din genul Duguetia, familia Annonaceae, descrisă de Robert Elias Fries. Conform Catalogue of Life specia Duguetia macrocalyx nu are subspecii cunoscute.